# Marobod
Marobod o Marbod (en llatí Marobodus, alguna vegada Marabodus), va néixer potser l'any 18 aC i va morir l'any 35. Va ser rei dels marcomans (Maerk men = homes de la frontera o homes de la maresma), sueu de naixement.
Va néixer cap a l'any 18 aC en una família noble, i va ser enviat de jove a Roma com a ostatge. Va atreure l'atenció d'August, que li va fer donar una educació liberal. A començaments del segle i va tornar al seu país i al front d'una de les branques dels sueus va travessar les muntanyes d'Erzgebirge i va expulsar o potser va sotmetre als bois, un poble celta que habitava Bohèmia i part de Baviera i va estendre progressivament els límits dels seus dominis al nord del Danubi, des de Regensburg fins gairebé les fronteres d'Hongria. Al sud del riu va sotmetre a les tribus de Pannònia i el Nòric. La seva capital era Boviasmum on va concentrar un exèrcit de 70000 homes i 4000 cavallers, als que va disciplinar a la manera romana. Tenia la residència reial a Marobudum.
L'any 7 August va començar a témer el poder que estava agafant. Marobod donava asil als descontents romans i els seus ambaixadors es dirigien a August com un igual i no com un superior. Amb alguna excusa es va decidir la guerra, i es va encarregar a Tiberi que creués el Danubi, cosa que va fer a Carnunt, prop de la ciutat de Presburg (moderna Bratislava) a Eslovàquia, a l'est del dominis marcomans. Gneu Senti Saturní va ser enviat amb un contingent contra els cats (Chatti) i després, altre cop reunit amb Tiberi, van avançar cap a Boviasmun. Una revolta a les províncies romanes al sud del Danubi, va salvar a Marobod, que es va mantenir neutral durant la guerra a Dalmàcia i Pannònia.
L'any 9 no es va aprofitar de l'angoixa de Roma després del desastre de Quintili Var a la batalla del bosc de Teutoburg i va enviar a August el cap del cònsol, comprat als que l'havien matat, perquè fos enterrat a Roma, a més de donar-li el condol. L'any 17 els pobles sotmesos per Marobod van començar a queixar-se del despotisme del seu rei. Els queruscs sota Armini van seguir un camí propi. Diversos clans dels sèmnons, longobards i sueus es van revoltar. Ingimer, oncle de Armini, va oscil·lar entre l'aliança amb els marcomans i amb el seu nebot. Derrotat Marobod, va demanar ajut de Roma.
Catualda, un cap dels germànics gotons, probablement els gots (poble germànic) a qui Marobod havia enviat a l'exili, va iniciar la invasió del regne marcomà per Bohèmia i Marobod va suplicar ajut a Tiberi que només li va garantir refugi a Itàlia i llibertat de retornar quan volgués. Marobod va haver d'exiliar-se a Itàlia, a Ravenna, on va viure els darrers 17 anys de la seva vida. Va morir amb 53 anys. En parlen Estrabó, Tàcit, Vel·lei Patercul i Suetoni.